# Серизі-ла-Саль
Серизі́-ла-Саль, Серізі-ла-Саль (фр. Cerisy-la-Salle) — муніципалітет у Франції, у регіоні Нормандія, департамент Манш. Населення — 1025 осіб (01.01.2021).
Муніципалітет розташований на відстані близько 270 км на захід від Парижа, 70 км на захід від Кана, 17 км на південний захід від Сен-Ло.
У замку Серизі-ла-Саль проходять знамениті колоквіуми Серизі.

## Історія
До 2015 року муніципалітет перебував у складі регіону Нижня Нормандія. Від 1 січня 2016 року належить до нового об'єднаного регіону Нормандія.

## Демографія
Динаміка населення (Insee ):
Розподіл населення за віком та статтю (2006):
| Стать | Всього | До 15 років | 15-24 | 25-44 | 45-64 | 65-85 | Понад 85 |
| --- | ------ | ----------- | ----- | ----- | ----- | ----- | -------- |
| Чоловіки | 493    | 86          | 37    | 144   | 103   | 103   | 20       |
| Жінки | 554    | 135         | 41    | 140   | 94    | 132   | 12       |
| \| Статево-вікова піраміда \| Статево-вікова піраміда \| Статево-вікова піраміда \| \| ----------------------- \| ----------------------- \| ----------------------- \| \| Чоловіки \| Вік \| Жінки \| \| 20 \| 85 + \| 12 \| \| 21 \| 80-84 \| 37 \| \| 8 \| 75-79 \| 21 \| \| 33 \| 70-74 \| 41 \| \| 41 \| 65-69 \| 33 \| \| 16 \| 60-64 \| 12 \| \| 37 \| 55-59 \| 16 \| \| 25 \| 50-54 \| 41 \| \| 25 \| 45-49 \| 25 \| \| 33 \| 40-44 \| 37 \| \| 45 \| 35-39 \| 41 \| \| 45 \| 30-34 \| 37 \| \| 21 \| 25-29 \| 25 \| \| 12 \| 20-24 \| 16 \| \| 25 \| 15-20 \| 25 \| \| 41 \| 10-14 \| 37 \| \| 29 \| 5-9 \| 49 \| \| 16 \| 0-4 \| 49 \| |        |             |       |       |       |       |          |
| Статево-вікова піраміда |        |             |       |       |       |       |          |
| Чоловіки | Вік    | Жінки       |       |       |       |       |          |
| 20 | 85 +   | 12          |       |       |       |       |          |
| 21 | 80-84  | 37          |       |       |       |       |          |
| 8 | 75-79  | 21          |       |       |       |       |          |
| 33 | 70-74  | 41          |       |       |       |       |          |
| 41 | 65-69  | 33          |       |       |       |       |          |
| 16 | 60-64  | 12          |       |       |       |       |          |
| 37 | 55-59  | 16          |       |       |       |       |          |
| 25 | 50-54  | 41          |       |       |       |       |          |
| 25 | 45-49  | 25          |       |       |       |       |          |
| 33 | 40-44  | 37          |       |       |       |       |          |
| 45 | 35-39  | 41          |       |       |       |       |          |
| 45 | 30-34  | 37          |       |       |       |       |          |
| 21 | 25-29  | 25          |       |       |       |       |          |
| 12 | 20-24  | 16          |       |       |       |       |          |
| 25 | 15-20  | 25          |       |       |       |       |          |
| 41 | 10-14  | 37          |       |       |       |       |          |
| 29 | 5-9    | 49          |       |       |       |       |          |
| 16 | 0-4    | 49          |       |       |       |       |          |

## Економіка
2010 року серед 598 осіб працездатного віку (15—64 років) 422 були активними, 176 — неактивними (показник активності 70,6%, у 1999 році було 67,3%). З 422 активних мешканців працювали 392 особи (210 чоловіків та 182 жінки), безробітними було 30 (19 чоловіків та 11 жінок). Серед 176 неактивних 47 осіб було учнями чи студентами, 71 — пенсіонерами, 58 були неактивними з інших причин.

У 2010 році в муніципалітеті числилось 431 оподатковане домогосподарство, у яких проживали 989,0 особи, медіана доходів виносила 15 459 євро на одного особоспоживача